# Bücker Bü 181
Bücker Bü 181 Bestmann – niemiecki samolot sportowy, szkolno-treningowy i łącznikowy z okresu II wojny światowej.

## Historia

Silnik Hirth HM-504A eksponowany w MLP w Krakowie

Samolot Bücker Bü 181 Bestmann został skonstruowany w zakładach lotniczych Bücker Flugzeugbau, które specjalizowały się w budowie samolotów sportowych, i był następcą wcześniejszych konstrukcji: Bücker Bü 131 Jungmann i Bücker Bü 133 Jungmeister.
Pierwszy prototyp samolotu powstał w 1939 roku; oblot miał miejsce 29 czerwca 1939 roku. Do produkcji seryjnej samolot Bücker Bü 181 Bestmann został skierowany w 1942 r. i był produkowany w Niemczech do 1945 r. Po zakończeniu II wojny światowej był produkowany w Egipcie oraz Czechosłowacji. W Czechosłowacji nosił oznaczenie Zlín Z-281 i Zlín Z-381 (oznaczenie wojskowe C-106). Jego produkcja trwała aż do 1954 r.

## Użycie w lotnictwie
Samolot Bücker Bü 181 Bestmann był używany w Luftwaffe jako samolot szkolno-treningowy oraz łącznikowy.
Pod koniec wojny w 1945 r. kilkanaście samolotów tego typu zostało uzbrojonych w 4 pancerzownice Panzerfaust, które umieszczono na górnej i dolnej części płatów, poza płaszczyzną obrotu śmigła. Z tak uzbrojonych samolotów zorganizowano jednostkę lotniczą o nazwie 3. PzJgST, której użyto w ramach Volkssturmu do walki z czołgami.
Samoloty tego typu używane były także w lotnictwie szwedzkim i szwajcarskim.
Jednego samolotu tego typu używało także dowództwo polskiego 131 Skrzydła Myśliwskiego w okresie wiosna – lato 1945 roku na terenie Belgii i Niemiec. Samolot zdobyty na lotnisku Luftwaffe w Fumcimino (Włochy), został wyremontowany przez mechaników 663. Dywizjonu, gdzie był używany jako samolot do lotów służbowych w latach 1945-1946. Po II wojnie światowej używano ich także w lotnictwie cywilnym w polskich aeroklubach (m.in. Aeroklub Warszawski, Aeroklub Śląski).

## Opis konstrukcji
Samolot Bücker Bü 181 Bestmann był jednosilnikowym dolnopłatem o konstrukcji mieszanej. Podwozie klasyczne – stałe, z kółkiem ogonowym. Kabina załogi zakryta z dwoma miejscami umieszczonymi obok siebie.